# Igor Tichomirov
Igor Tichomirov (* 4. května 1963 Moskva, Sovětský svaz) je bývalý sovětský, ruský a kanadský sportovní šermíř, který se specializoval na šerm kordem. V Kanadě žije od roku 1996. Na olympijských hrách startoval v roce 1988 v soutěži družstev a v roce 2008 v soutěži jednotlivců jako reprezentant Kanady. V soutěži družstev na olympijských hrách 1988 získal se sovětským družstvem kordistů bronzovou olympijskou medaili. V roce 2006 obsadil třetí místo v soutěži jednotlivců na mistrovství světa. V roce 1987 jako náhradník sovětského družstva kordistů získal titul mistra světa.